# El Rastro de Jerez
El Rastro de Jerez, conocido popularmente también como el Rastrillo, es un mercado al aire libre de objetos de segunda mano y antigüedades que se celebra todos los domingos del año en la ciudad española de Jerez de la Frontera (Andalucía, España). Actualmente supera los 550 puestos.
En el Rastro se venden toda clase de productos y antigüedades como libros, monedas, sellos, vinilos, memorabilia, ropa, muebles, lámparas, cerámicas, relojes, revistas, juguetes, postales, plantas, etc. entre otros. Tiene lugar los domingos entre las 9h y las 14h.
Pese a sus traslados, la memoria colectiva ciudadana lo sigue vinculando a la Alameda Vieja, por lo singular del entorno y ser el lugar donde más tiempo ha estado ubicado.
El Rastro ha sido siempre la actividad dominical de mayor animación en el centro de la ciudad, y la masiva afluencia de público ha hecho que se creen considerables sinergias con otros negocios como los quioscos y la hostelería.

## Historia y ubicaciones

#### Origen: 1945 - 1979
El origen del actual Rastro se remonta a 1945, cuando varias decenas de personas quedaban los domingos para intercambiaban cromos, estampas, tebeos o novelas en la plaza Arboledilla y, posteriormente, en calle Bodegas, junto a La Escalerilla del Teatro Villamarta. 
En los primeros años 70, los domingos en la calle Parada y Barreto, vía que separa la Plaza de Abastos y la Iglesia de San Francisco, pasó a organizar de forma más estructurada un mercado enfocado a filatelia y numismática, además de otros objetos de coleccionismo. 

#### Establecimiento: 1980 - 2010
A comienzos de los años 80, con el primer ayuntamiento de la democracia, se decidió reorganizar el Rastro, ubicándolo en la Alameda Vieja y gestionando directamente los puestos. En la Alameda Vieja solía abarcar desde la calle Puerto hasta la calle Pozuelo, y aledaños, bordeando el Alcázar de Jerez. 
Durante los años 90, el Rastro incluía actividades culturales paralelas como actuaciones de la banda municipal de música de Jerez y un teatro de Títeres infantil
En noviembre de 2001, el Rastro fue trasladado al barrio de San Mateo con el fin de dinamizar esa zona del centro histórico y acometer obras de remodelación en la Alameda Vieja. Los puestos se distribuyeron de forma temática entre sus vías principales: la plaza del Mercado, la calle Muro y la Plaza de la Merced.

#### Expansión: 2011 - 2020
En 2011, debido al impacto social y desempleo provocado por la crisis de 2008, el Rastro aumentó en poco tiempo el número de vendedores. Agrupados en la Coordinadora Rastro de Jerez 2011, posibilitaron la primera edición del Rastro de verano teniendo lugar los sábados de 19 a 23h durante los meses de julio y agosto de 2011 en la Alameda Vieja. 
En 2015 se alcanzó la cifra de 560 puestos, ubicándose los nuevos vendedores en la calle Puerto Este aumento, año a año, de vendedores también conllevó la necesidad de mayor espacio, ya que desbordaba la Alameda Vieja y llegaba en algunos casos hasta el principio de calle Armas y a los pies de la Alameda Vieja, en la zona baja de este espacio público que linda con la calle Manuel María González. Para algunas voces, esto planteaba, más allá de un posible cambio de ubicación, una batería de mejoras urgentes en su organización.
En 2016 el Ayuntamiento de Jerez propuso a los vendedores elegir su ubicación, y para ello votaron entre seguir en la Alameda Vieja o trasladarse a la explanada aledaña al Campo de la Juventud, conocida como Hijuela de las Coles, o a la zona de albero junto al parque González Hontoria. El 88% de los vendedoras votaron por seguir en la Alameda Vieja.
En marzo de 2020, con el estallido de la pandemia sanitaria de la COVID19, el Rastro se suspende.

#### Traslado al parque González Hontoria: 2020 - actualidad
En agosto de 2020, vuelve el Rastro de verano, celebrándose los sábados de 19h a 23h en la Alameda Vieja durante los meses de verano. El Ayuntamiento registró 81 solicitudes de puestos

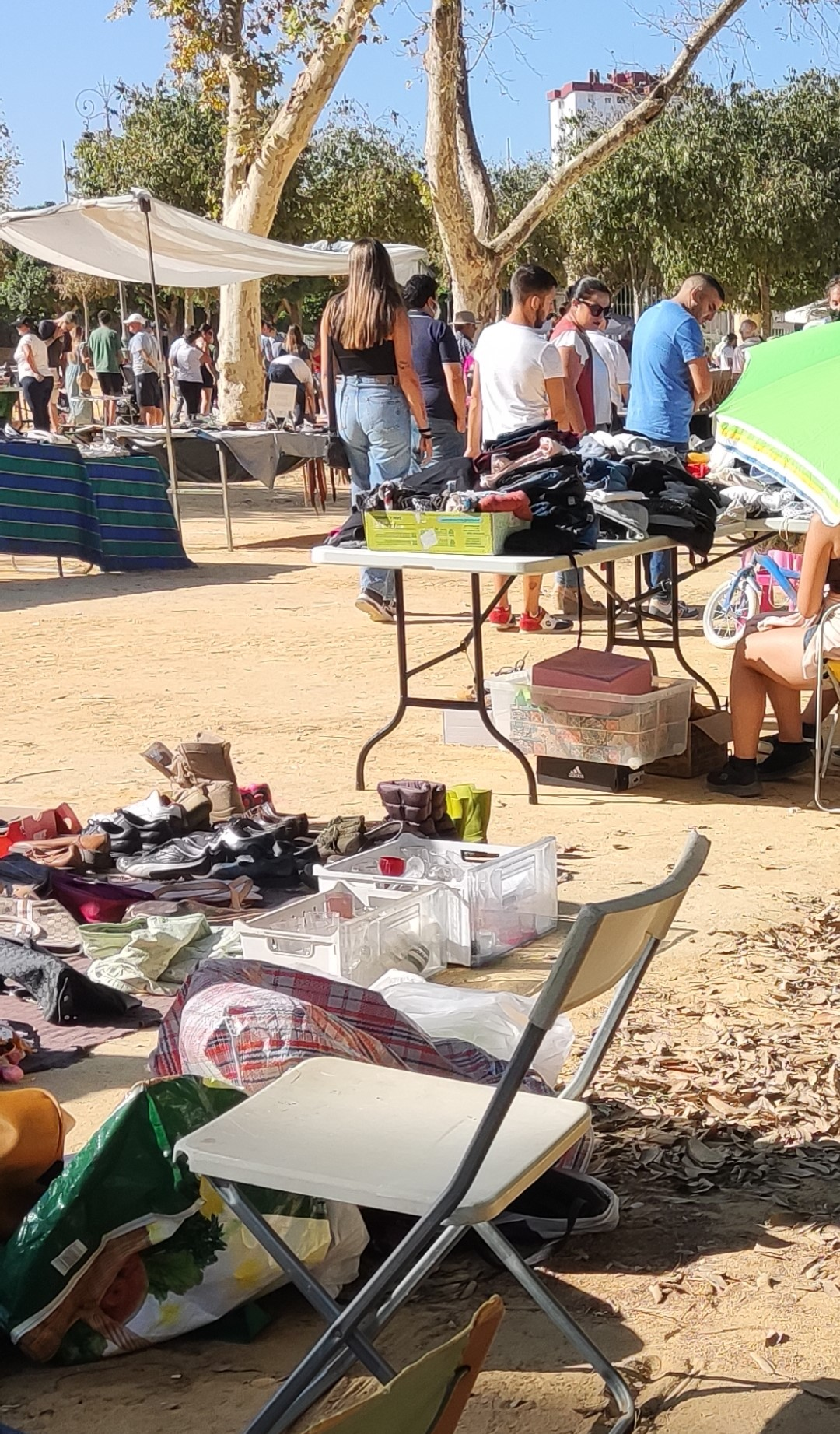
El Rastro de Jerez en la zona de albero del parque González Hontoria

En octubre de 2020 el Ayuntamiento de Jerez decide retomar el Rastro y trasladarlo temporalmente al parque González Hontoria con el fin de preservar la distancia de seguridad y ayudar a la seguridad sanitaria durante la celebración del rastro tanto para los vendedores como para los visitantes. Desde entonces, y a pesar de la vuelta a la normalidad sanitaria, el Rastro ha seguido en el parque González Hontoria.

## Polémicas
El traslado al parque González Hontoria acabó generando algunas quejas por parte de los vendedores:
- falta de aseos al ubicarse en un zona de "árido desierto"[15]
- falta de sinergia con otras actividades económicas, al no haber ninguna hostelería cerca.

- la seguridad física de los propios puestos por caída desde algunas palmeras
- las molestias creadas por el propio polvo del albero y el sol[16]
- el traslado desde marzo a un aparcamiento asfaltado cuatro meses debido a la Feria del Caballo, llegando a experimentarse altas temperaturas.
- la suspensión del evento en mayor por la feria, cuando la ciudad cuenta con otras ubicaciones posibles.

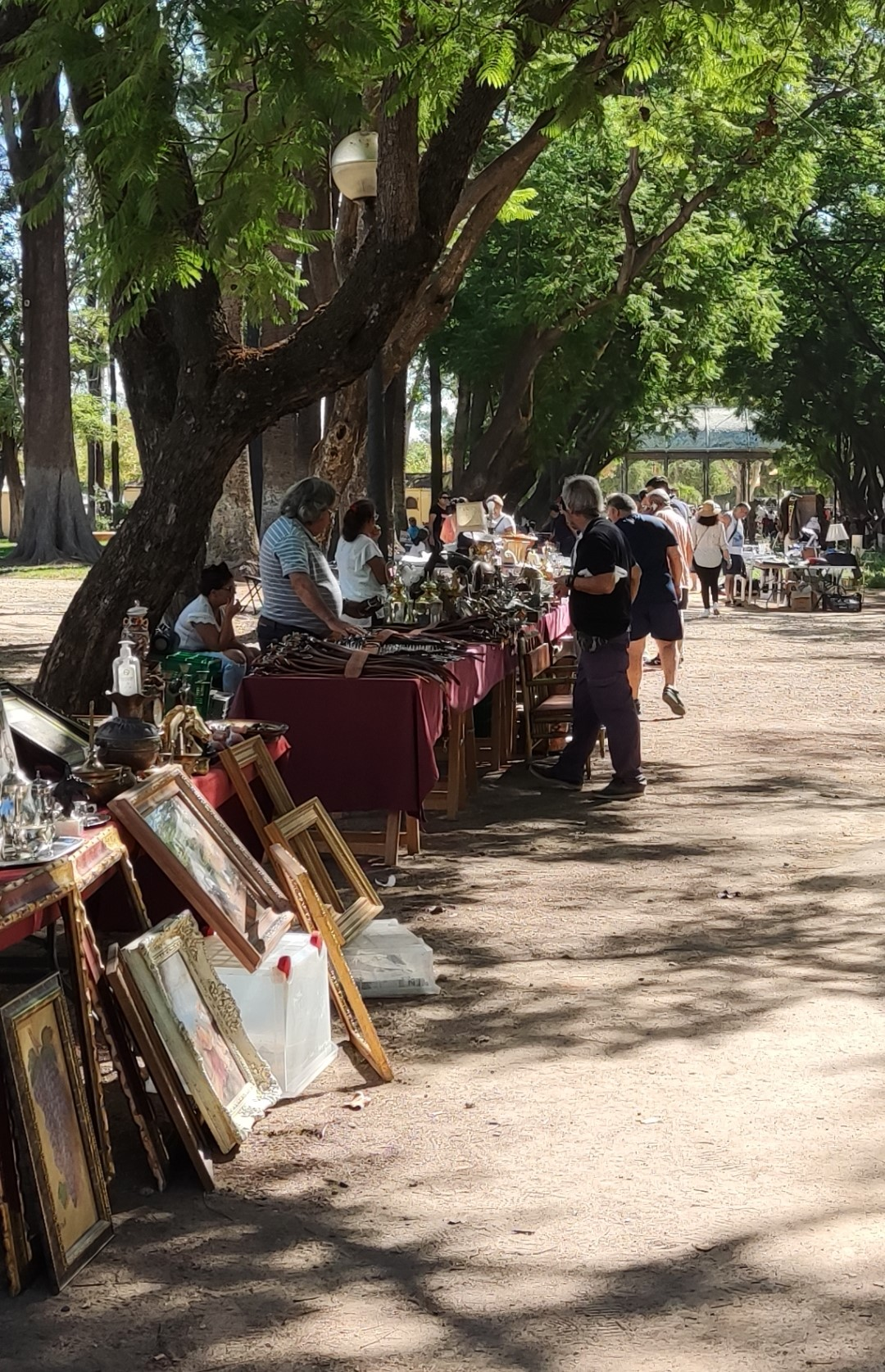
El Rastro de Jerez en la zona sombreada de La Rosaleda

## Cambios e interrupciones
Una de las quejas más habituales son las interrupciones y cambios temporales de ubicación que tiene el Rastro en su celebración, lo que dificulta que se consolide el hábito entre los visitantes y la continuidad de los vendedores.
Actualmente el calendario habitual suele ser:
- De septiembre a febrero: Rosaleda del parque González Hontoria.
- De marzo a junio: zona de aparcamiento, junto al parque González Hontoria, debido al montaje y desmontaje de la Feria del Caballo.[17] Durante el mes de mayo varios fines de semana, además, se suele suspender por completo la actividad por la ocupación del terreno por las propias atracciones de la feria.
- Durante julio y agosto: en 2011 se crea la modalidad de Rastro de verano que ha tenido una organización diferente cada año. En la edición de 2022 el Rastro de verano se llevó a cabo todos los sábados del mes de julio 19h a 23h en La Rosaleda, dentro del parque González Hontoria, con escaso éxito tanto de vendedores como de público, siendo suprimido por completo en agosto hasta su regreso en el mes de septiembre[18]